# 薪

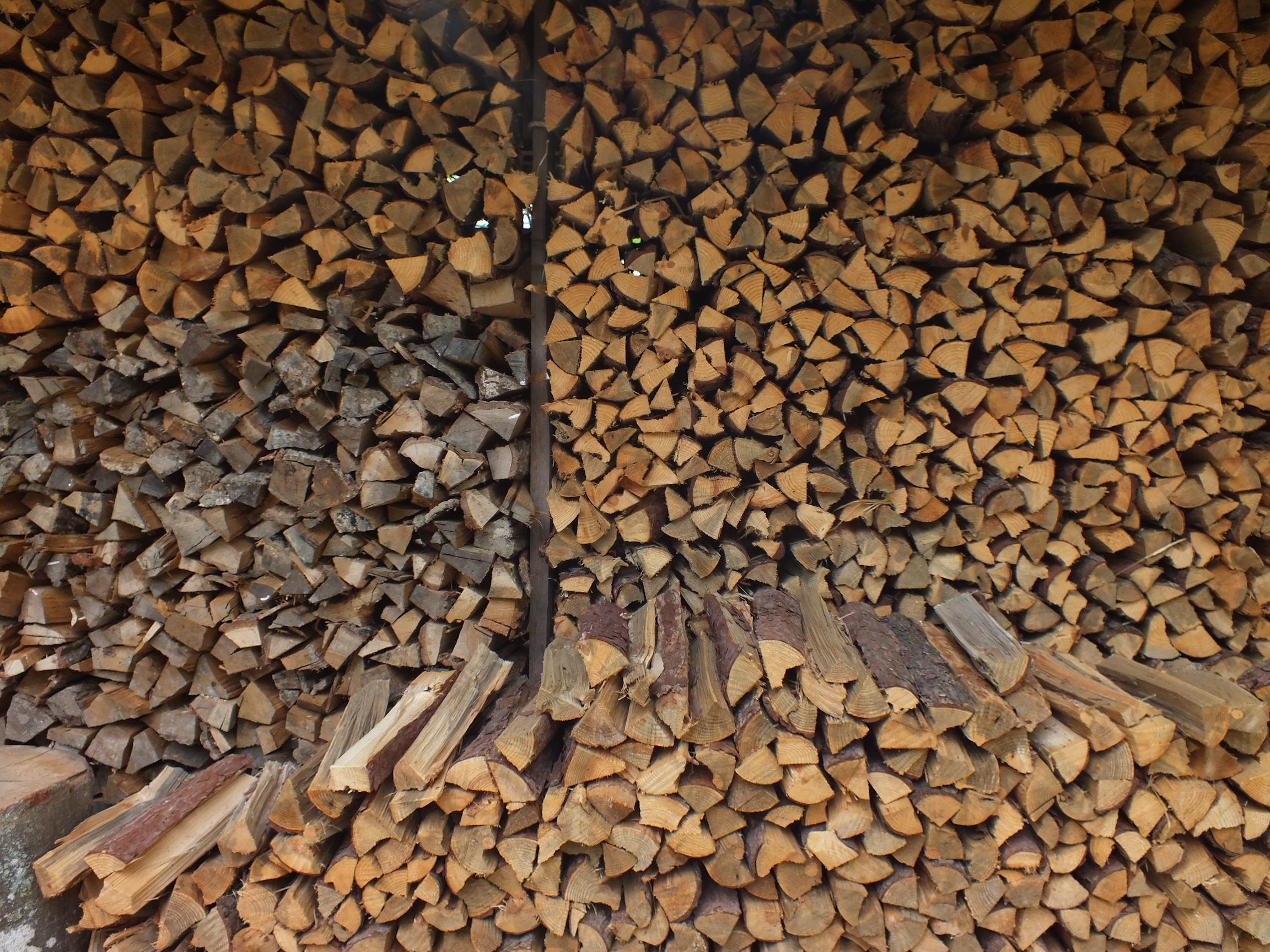
薪（やしろの森公園）

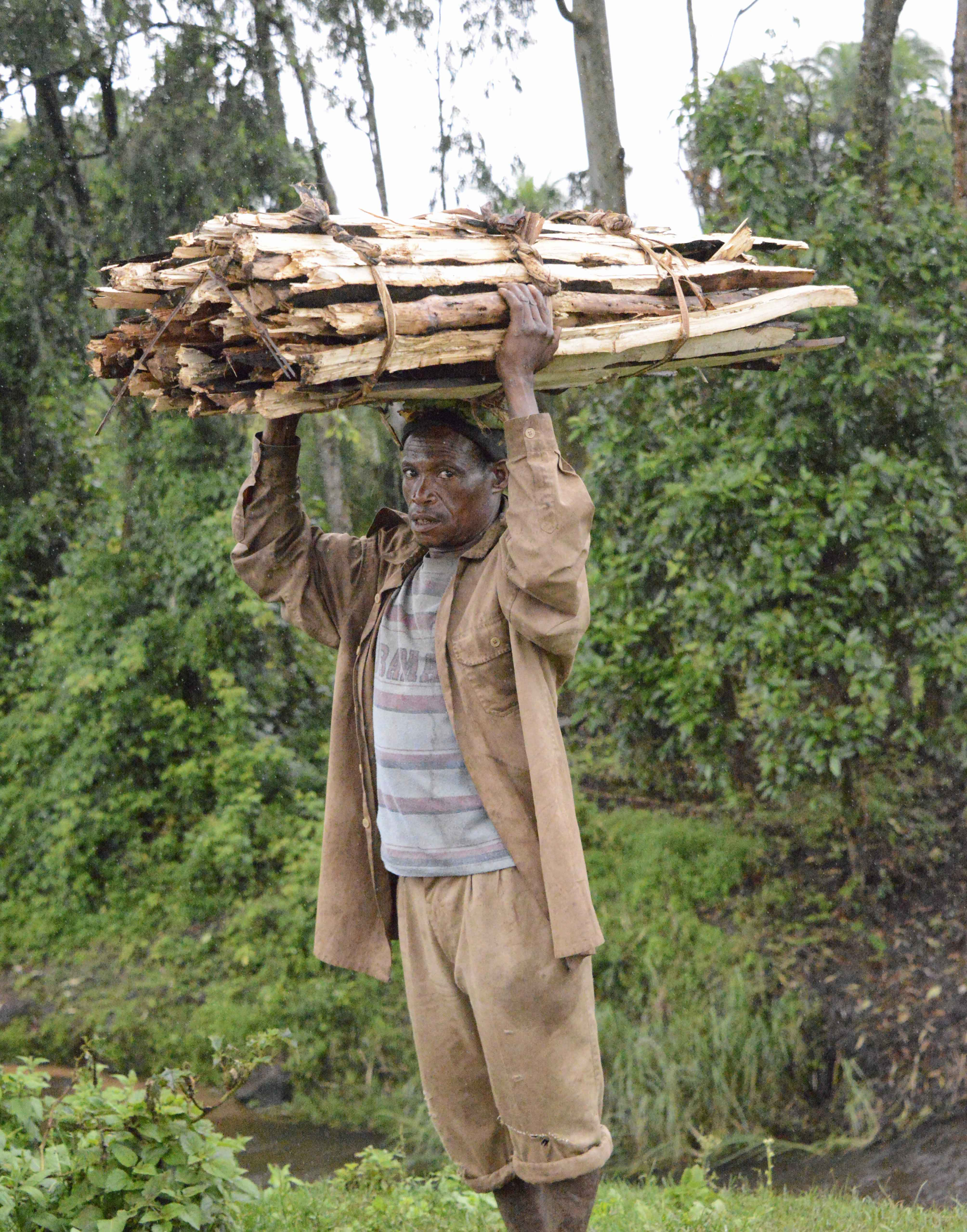
薪を運ぶ人（エチオピア）

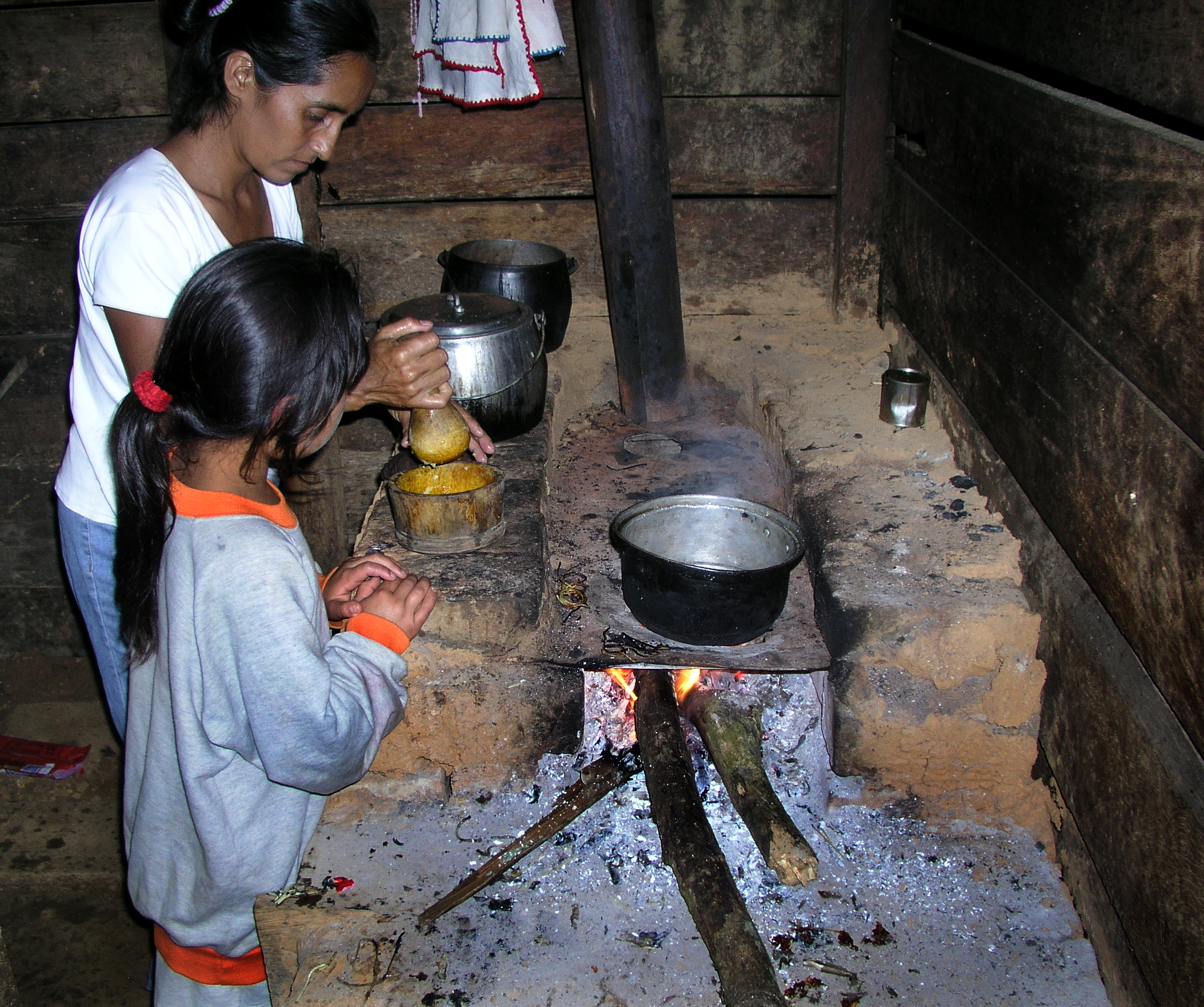
薪での調理

薪（まき、たきぎ）とは、木および枝を伐採し、一定の長さで固形燃料としたものを指す。木質燃料の一種である。薪と炭（特に木炭）とを合わせて薪炭（）と呼ぶ。

## 概要

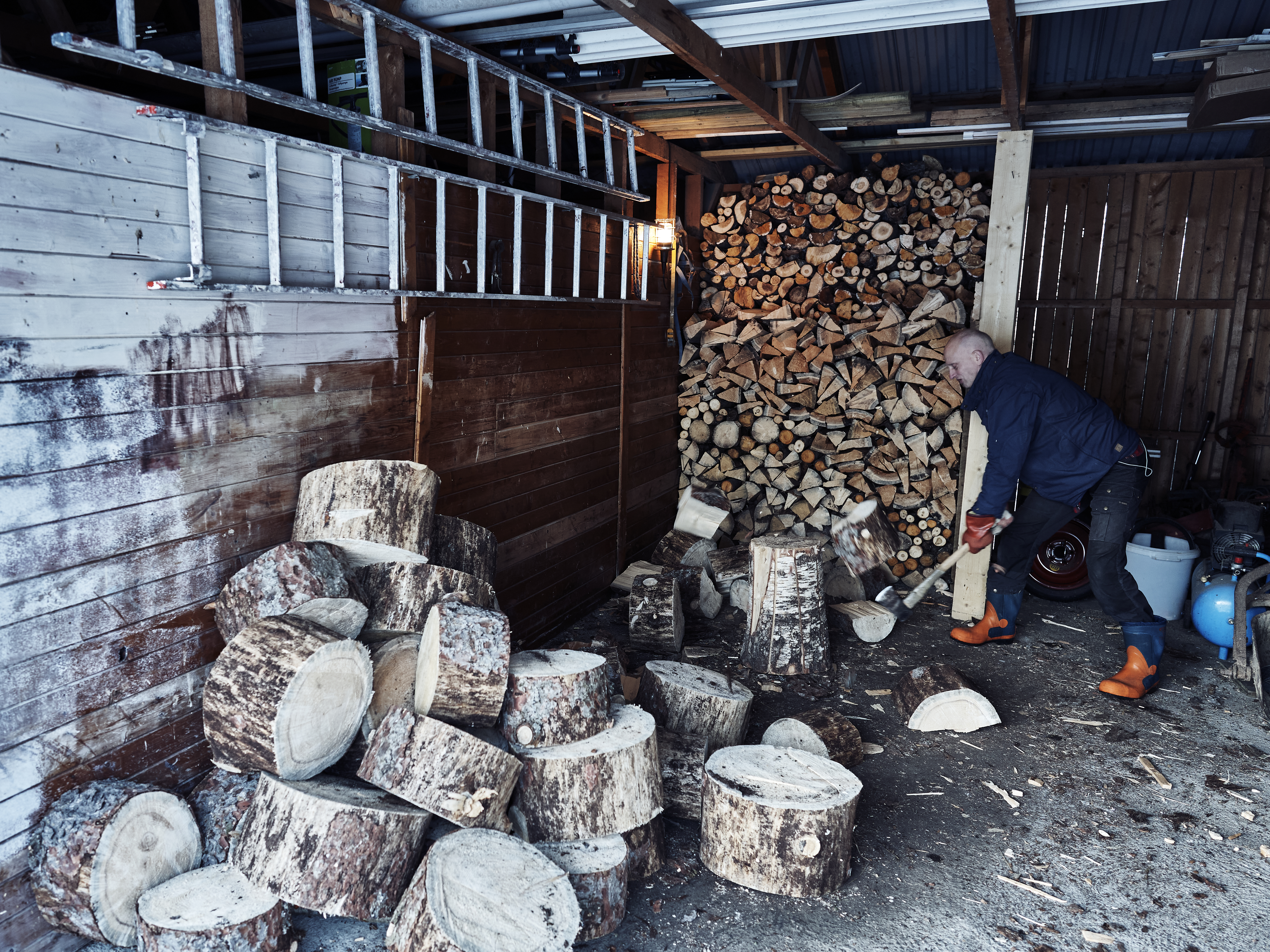
薪を作っている人

薪は一定の長さに切った原木を数分割した上で乾燥させた燃料である。森林から産出される低質間伐材や林地残材、製材時に発生する端材（製材端材）、産業廃棄物の建設端材や住宅の解体材も利用される。
燃料としての薪に求められる燃焼性能として、火力（発熱量）、着火のしやすさ（着火時間）、火保ち（ひもち）（炭化速度や発熱速度）、さらに含水率が重要な指標となる。このうち含水率は燃焼性能やすす（煤）の発生に大きく影響する指標であり、乾燥が不十分だと暖まらなかったり、煙が多い状態となる。したがって薪は、できるだけ長期間をかけ乾燥させる必要がある。
薪には広葉樹も針葉樹も利用される。広葉樹の薪は比較的密度が高く、ゆっくりと燃え、熱量も大きい。針葉樹の薪は比較的密度が低いために熱量も低いが加工時に割りやすく、着火性が高く燃焼速度も速いため焚きつけ用に向いている。なお、薪ストーブなどの一部の機種では針葉樹の薪は使用できない。
薪の特徴は省エネルギーで加工できること、長時間燃焼が可能なこと、ストーブが簡便なことなどである。
短所は燃焼機の自動化が困難なこと、重いため持ち運びしにくいこと、形状や寸法にばらつきがあることなどである。
過去、日本における薪の生産量は、1931年-1935年（昭和6-10年）で年間平均約5000万層積石、1956年（昭和31年）で3400万層積石。この他、製材屑など薪の代替材の供給が相当量あった。

## 燃焼性能

### 発熱量
薪には針葉樹系の軟木と広葉樹系の硬木がある。含水率0％の全乾状態に換算した総発熱量は若干針葉樹の方が高い。しかし、容積あたりの総発熱量では広葉樹の方が高くなる。これは一般的に針葉樹は広葉樹に比べて熱分解速度が速く、短時間に高い熱を出してすぐに燃えてしまうためである。

### 着火時間
着火を速やかに行うためには、直径や密度が小さく乾燥した薪を使うことが重要となる。
針葉樹は密度が低く火が付きやすいが、比較的早く燃え尽きる。広葉樹はその逆とされる。

### 樹種の選択
一般的に広葉樹は火持ちが良く、ヤニが少ないが、乾燥しにくく、火付きは悪い特徴を持つ。一方、針葉樹は乾燥しやすい、着火が早い、手に入りやすいといった長所があるが、火持ちが悪い、ヤニが多くクレオソートが発生しやすい、火力が強く機器を傷めるといった短所もある。

### 含水率

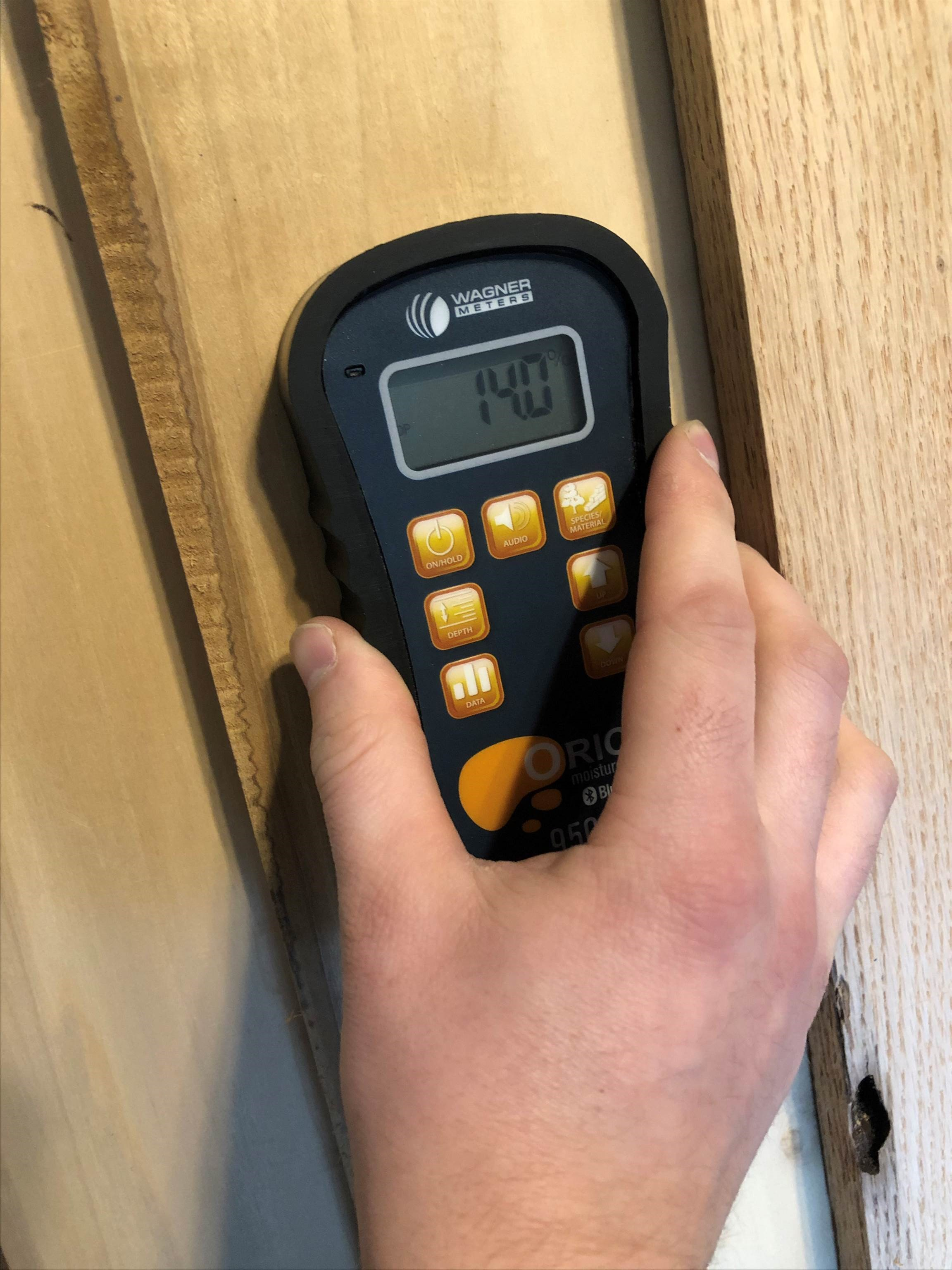
木材水分計

割材にしたばかりの木材は含水率が50 %程度あり、そのままでは薪として使用は困難である。乾燥の目安は水分20 %以下とされる。加熱燃焼の温度が低い場合は、可燃性ガスの着火点や発火点に達する部分が小さくなり、結果、排出された可燃性ガスが完全燃焼されず、そのまま有害ガスとして放出されたり、不完全燃焼の生成物質として煙や煤（）となって放出される。
乾燥した薪は重量が軽い上、着火が早く、すすの発生が少ないといった利点がある。

## 薪の調達
薪の調達方法には森林から自己調達する場合だけでなく、購入する場合や譲渡を受ける場合もある。薪の購入は薪ストーブ店、薪専門店、ホームセンターなどで購入できるほか、森林組合、コンビニエンスストア、釣具店などで扱っている場合もある。また、森林整備ボランティアへの参加、リンゴ農園や造園などで出た剪定木の譲り受けなどで入手することもできるほか、自治体によっては森林や公園整備などで出た木の提供をしているところもある。

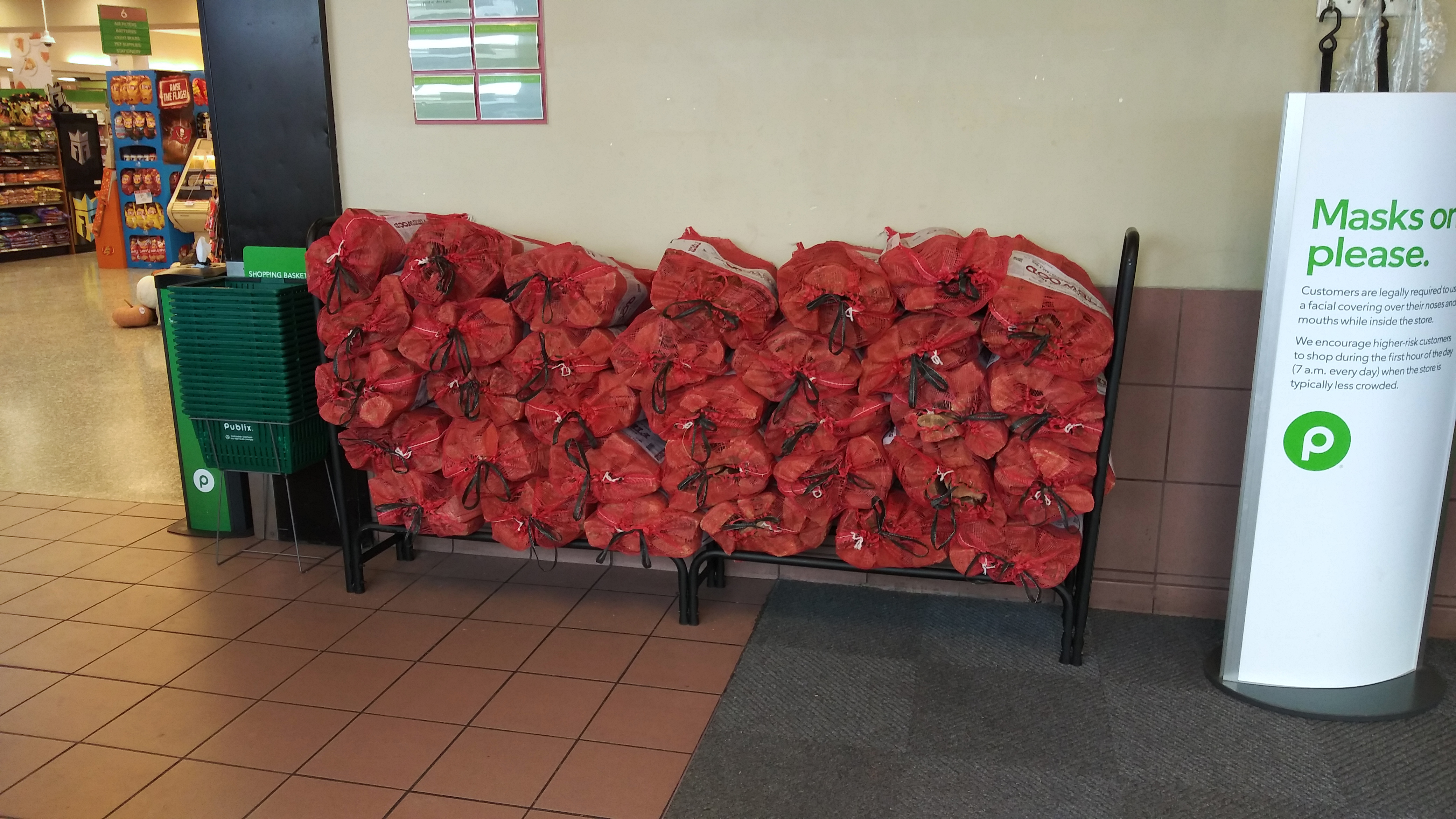
販売されている薪（フロリダ州）
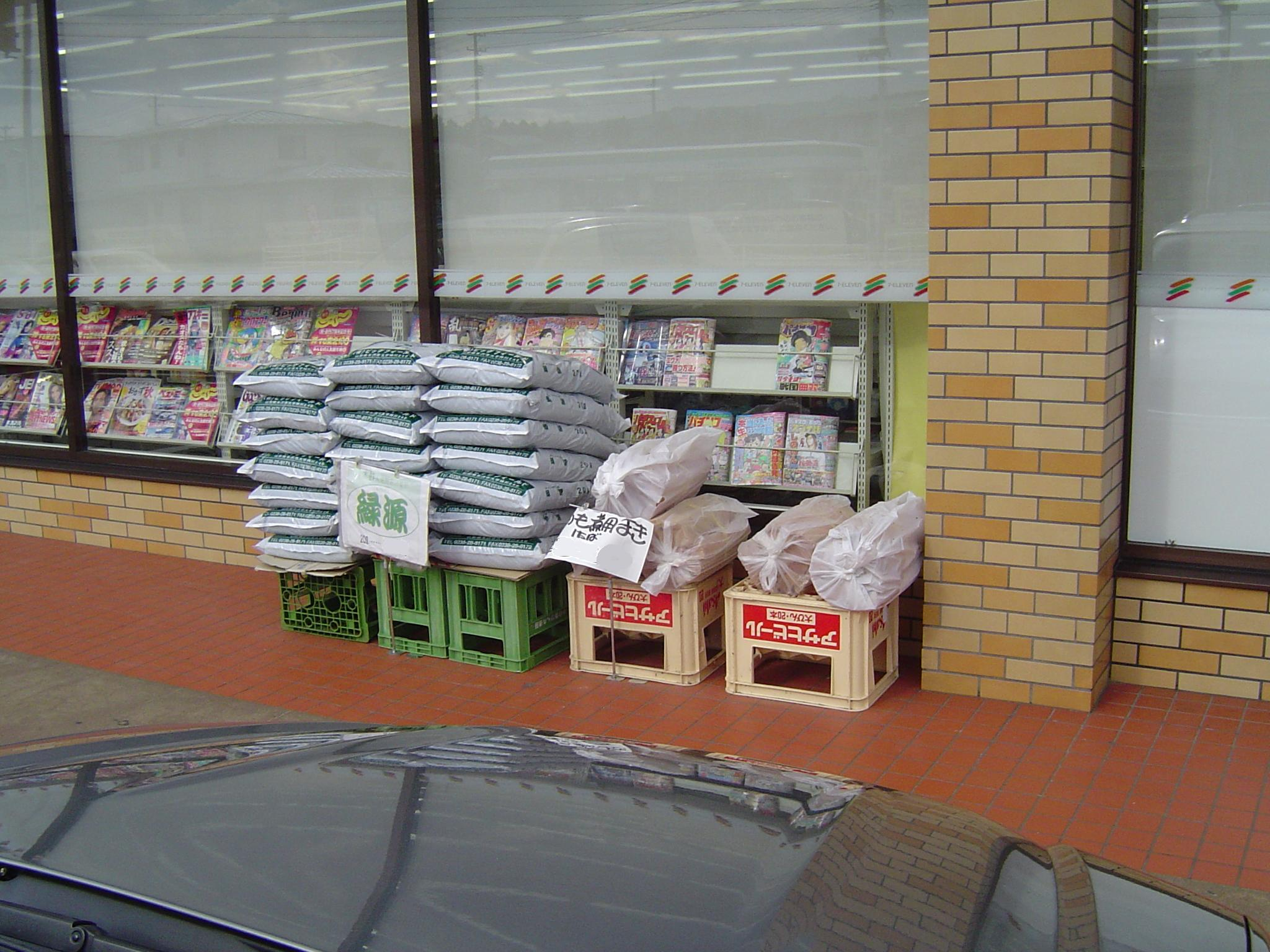
コンビニでの薪の販売（山形県）

### 薪の作成（薪割り）

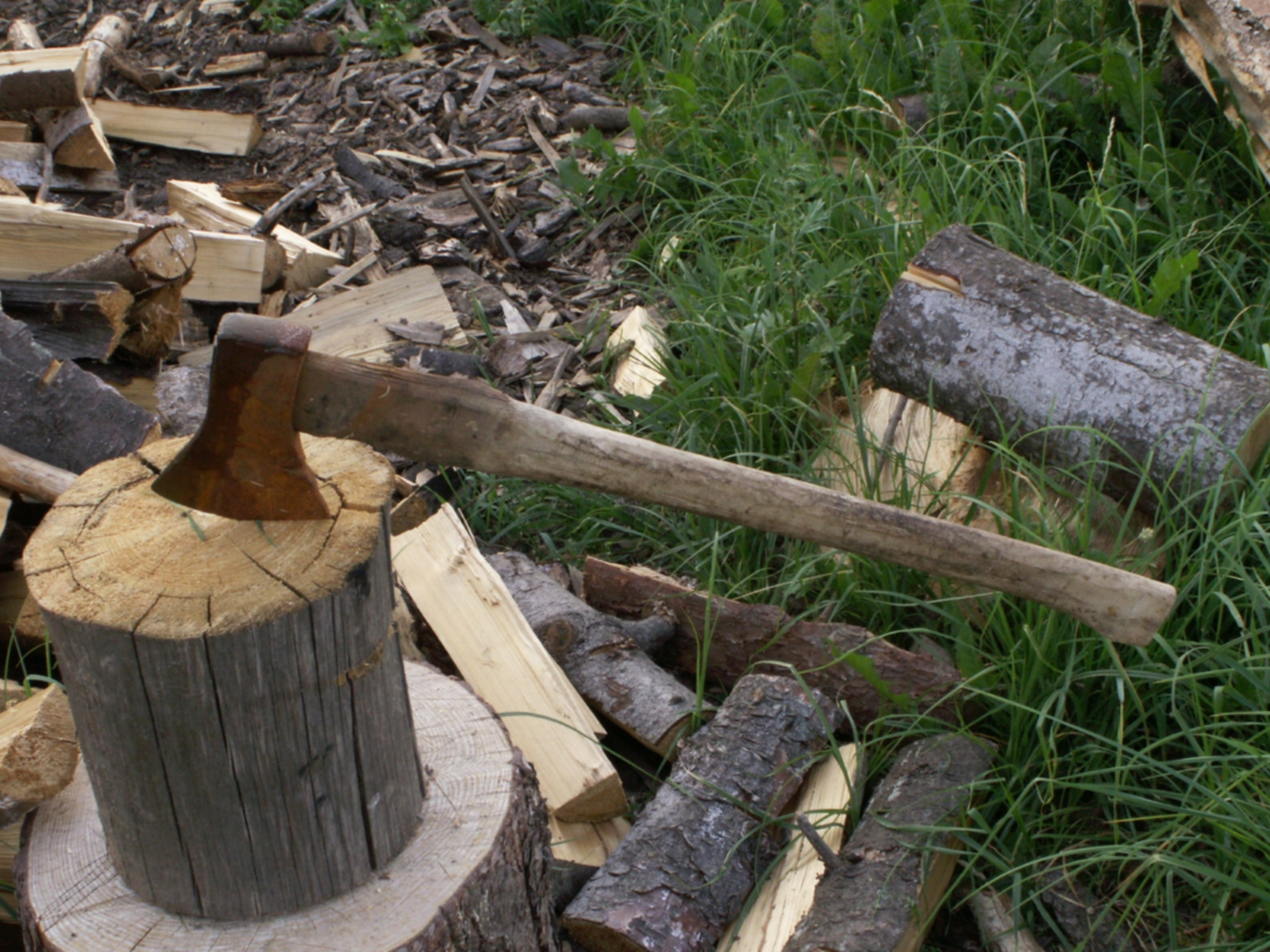
薪と薪割り斧

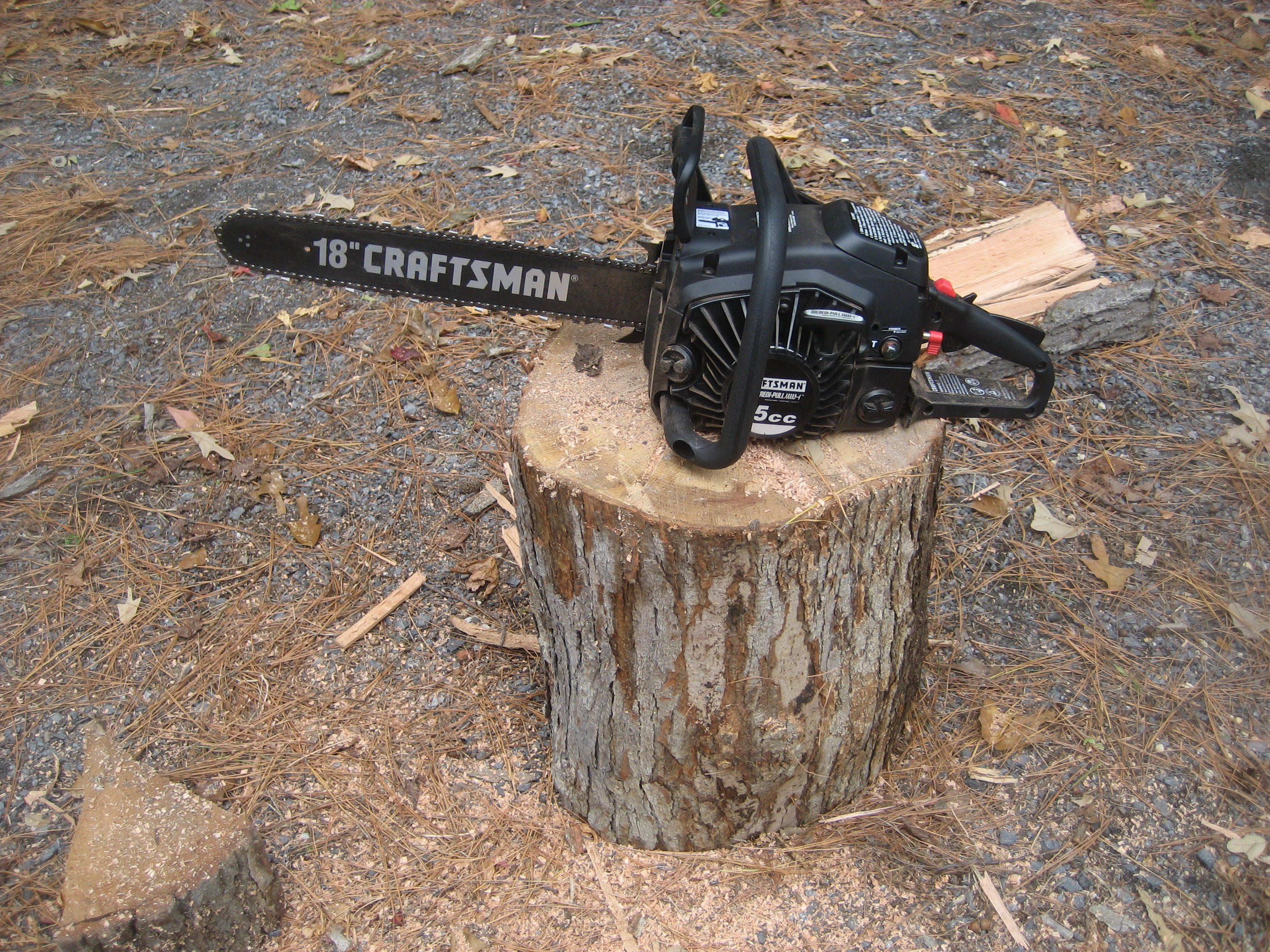
チェーンソー

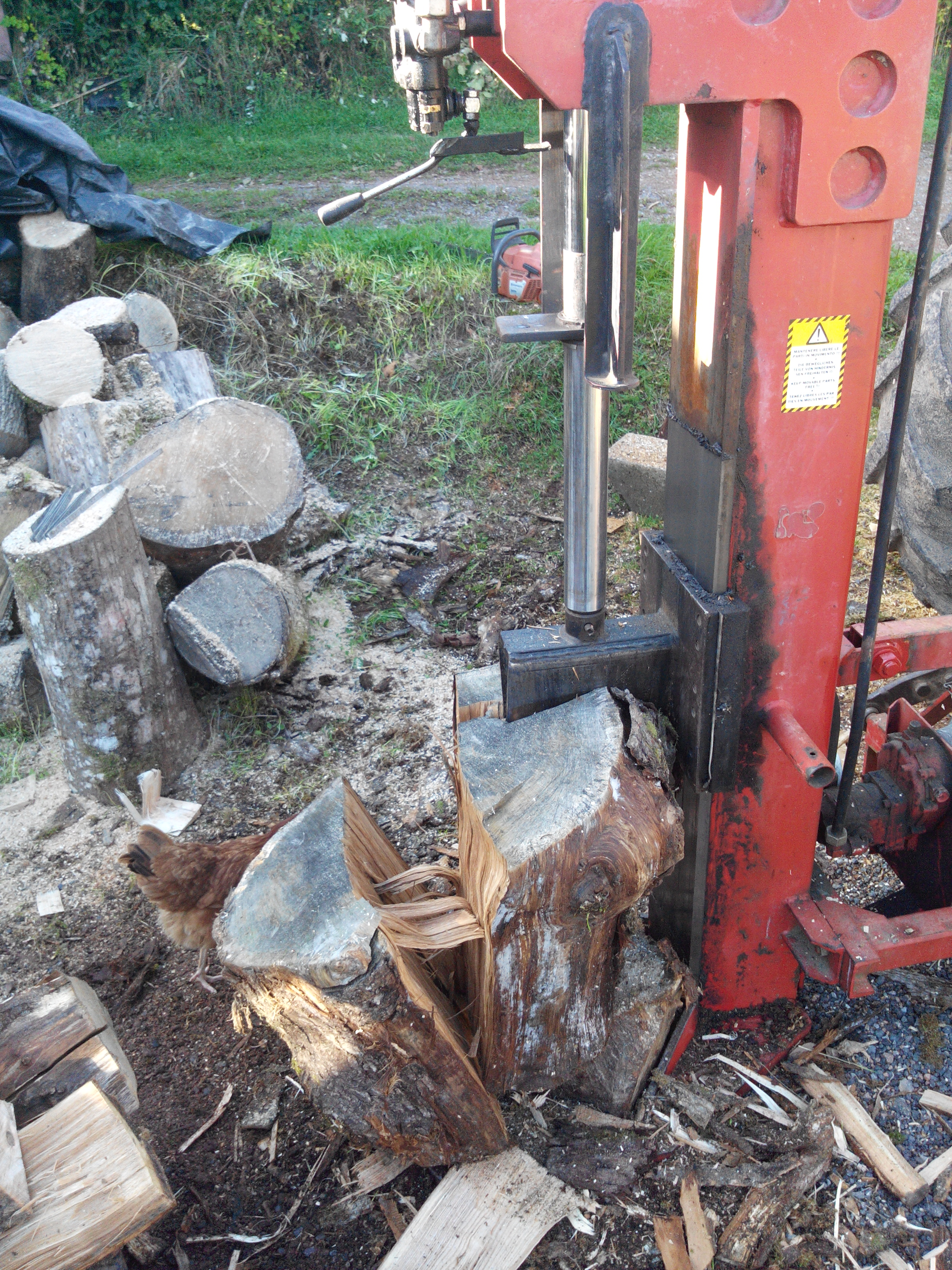
薪割り機

使用に適した太さや長さに加工し、樹木の乾燥を促す作業を薪割りという。原木を機器の燃焼室に入る長さに切り、さらに2cmから10cm程度の厚さに加工して自然乾燥させる。
薪割りに用いる用具は斧や鉈（ナタ）、枕木、軍手などである。鉈には両刃と片刃があるが、薪割りに片刃を用いると斜めに割れることがあるため両刃が用いられる。
枕木は薪割り台のことであり、丸太の輪切りなどが用いられる。刃物にかかる力を薪に伝える役割や割った後に刃先が地面に当たって刃こぼれを起こすのを防ぐ役割がある。
家庭用ボイラーなど利用の規模が小さい場合には、斧などによる人力での加工、丸鋸やチェーンソーでの切断などで対応できる。しかし、商業利用など大量かつ継続的に使用する場合には、生産効率が良く労働負荷の少ない薪製造機械を使用する必要がある。

### 薪の乾燥

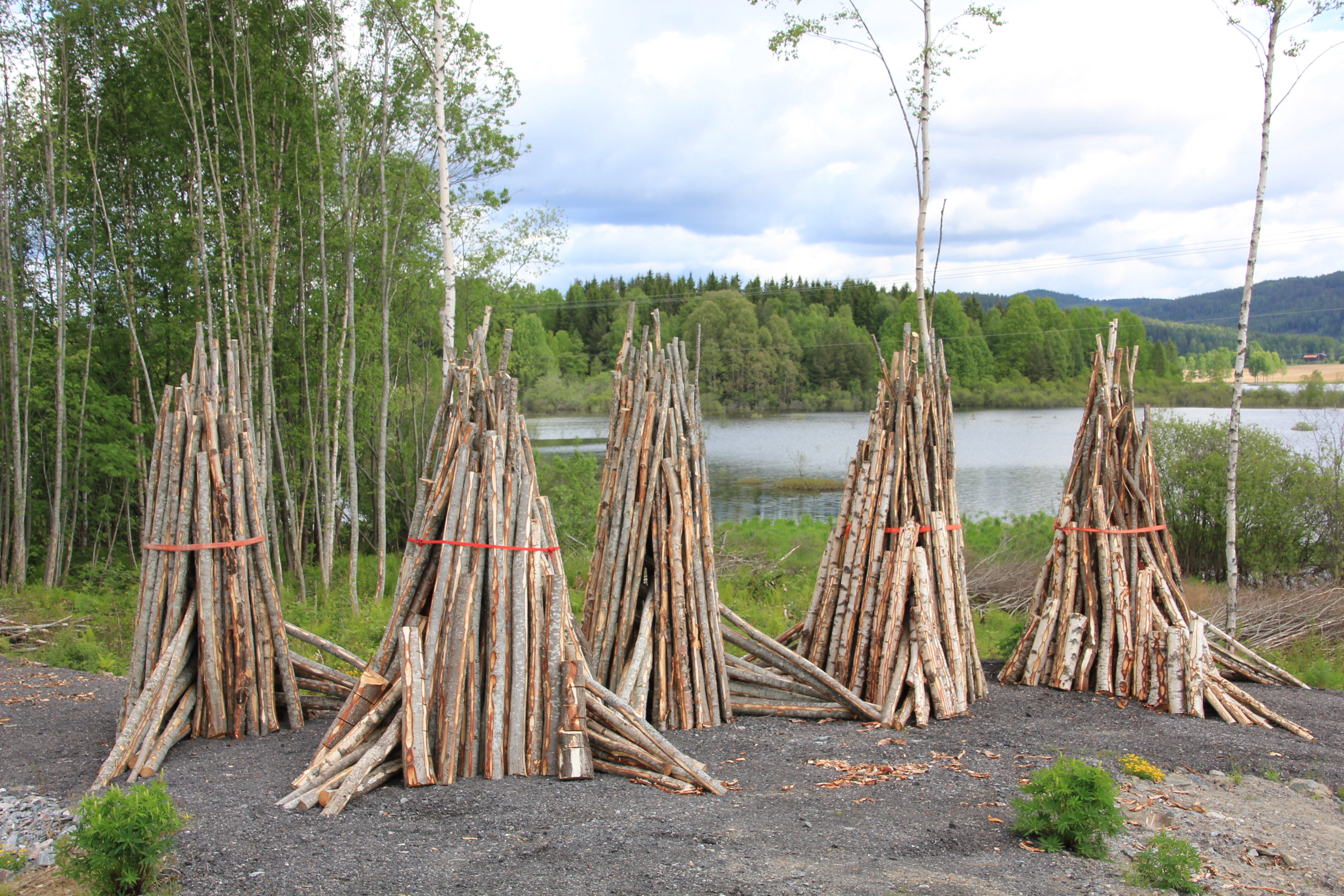
乾燥中の薪

薪割り後、屋根付きの薪小屋（薪棚）などで自然乾燥させる必要がある。一部には人工乾燥させたものもあるが、流通している薪の多くは自然乾燥のものである。
自然乾燥させるのに適した場所は、風通し、日当たりの良い凸地で、積み下ろしが容易な場所とする必要がある。薪を利用するボイラー室に薪を保管できる場合には、乾燥のための保管期間を短くすることができる。

### 薪の規格
国際規格ではISO17225-5（固形バイオ燃料）に薪の規格がある。
日本では1947年（昭和22年）10月10日農林省告示第152号や1959年（昭和34年）3月29日林野庁通達などに寸法の記述があるが、実際の商取引ではこれらを踏まえた商慣習に則って取引されている（以下は東京都内の問屋で取引されている例）。
- 楢尺六（長さ48cm、胴回り72cm）[11]
- 楢尺二（長さ36cm、胴回り70cm）[11]
- 楢文化（長さ24cm、胴回り66cm）[11]
- 雑尺六（長さ48cm、胴回り72cm）[11]
- 製材薪（長さ36cm、胴回り70cm）[11]

ノルウェーではノルウェー薪協会が公開している「norsk ved」という品質規格がある。

### 薪の熱処理
薪は熱処理されたものとされていないものに分けられる。
また、熱処理された薪は熱処理の種類によってKiln Dried FirewoodとHeat Treated Firewoodに分けられる。
Kiln Dried Firewoodは規格に準拠していない熱処理のことで、熱処理の詳細が不明な信頼性の低いものに対するラベルとされる。
Heat Treated Firewoodは温度や時間などの条件が明記された信頼性の高い薪に対するラベルである。アメリカにおいては熱処理の手順がアメリカ農務省(USDA)により規格化されている。
薪に熱処理が求められるのは、キクイムシなどの主に病害虫の殺虫のためで、これらが行われていない場合、薪の輸送により木を枯らす森林病害虫が遠隔地に拡散してしまう危険性がある。
一般的な熱処理温度と時間は、薪の芯温60度で1時間とされる。
アメリカでは検疫エリアが設定されており、熱処理されていない薪の州をまたいだ輸送は禁止されている。
USDA認証を受けた業者から熱処理済みの薪を購入することができ、これらの薪に限り輸送が許可される。

## 薪の利用
ピザ窯を使用するピザ販売店等での業務用需要や薪ストーブ等の家庭向けの需要がある。

### 薪ストーブ

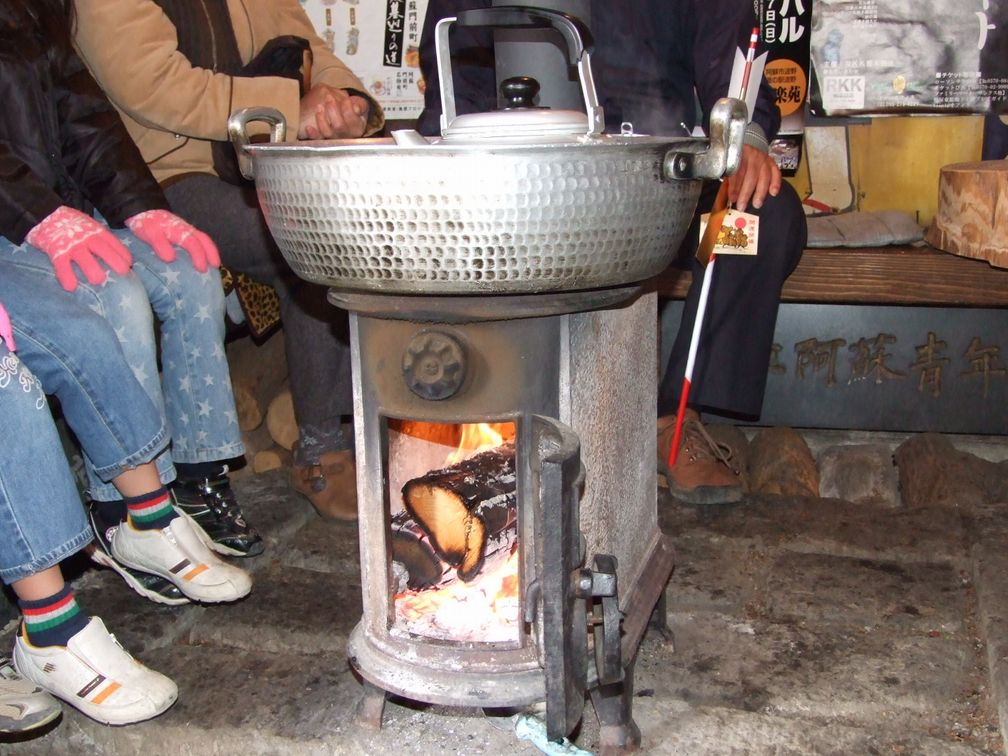
薪ストーブ

薪ストーブには大きく分けて鉄板（鋼板）製と鋳物製がある。
鉄板（鋼板）製の薪ストーブは点火すると、すぐに暖まるが、火が落ちるとすぐに冷えるという特徴がある。また、鋳物製に比べて火持ちが良くないため薪の消費量は多く、構造が簡単なために細かな制御は難しく煤が出やすい。
鋳物製の薪ストーブは火をつけると暖まるまでには多少時間がかかるが、燃焼効率が良く、火を消してからも 長い間暖かさが持続する。
欧州では、薪由来のばい煙が粒子状物質などの数値を押し上げ、大気汚染の一因として指摘され、2022年1月1日からEUの環境規制ENの数値内に収めなければ販売することができなくなった。また、北米では2020年5月に米国環境保護庁 (EPA) により薪ストーブの排気煙量が1時間あたり2グラム以下に制限された。

### 薪ボイラー

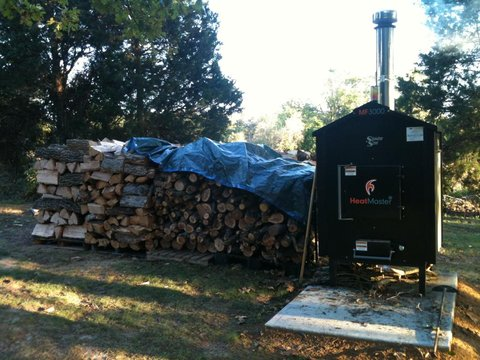
薪ボイラー

木質バイオマス利用の先進国であるオーストリアでは薪ボイラーの用途はほぼすべてが個人宅用の熱源である。一方、薪ボイラーは日本では山間地の温浴施設などに導入する例がみられる。

### 蒸気機関
蒸気機関車の中には薪燃料で走るものもあった。しかし、薪は石炭と同じ熱量を得るのに10倍近い体積が必要で、燃料を搭載するスペース等に難点があった。

### 動力機関
薪を燃焼することで生じるガスによる内燃機関を持った薪自動車の例があった。日本では第一次世界大戦中の1910年代から第二次世界大戦終結直後の1940年代にかけて、液体燃料の不足により木炭バスや薪バスが走っていた。

### レジャーでの利用
キャンプやバーベキューなどでの熱源としては、焚き火などに薪を使用することが多くあり、ほとんどのキャンプ場では薪が販売されている。
キャンプ場では火は指定の場所でのみ焚くことができ、焚き火台などの利用が定められていることが多くなっている。薪の組み方には井桁型やティーピー型などがある。

### 宗教上の利用
薪は真言密教の修法である護摩に用いられ、「護摩木」と呼ばれる薪を火にくべて行う。

## 資源・環境・経済面の評価

### 問題点

#### 森林破壊

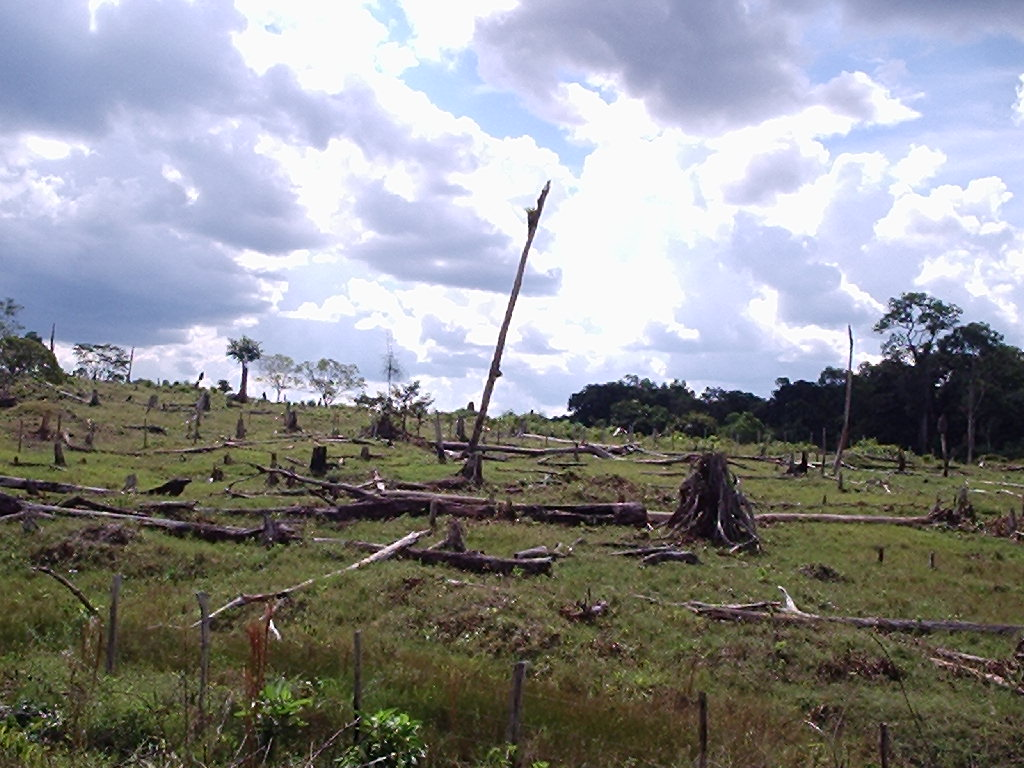
森林破壊

薪は主に発展途上国における燃料として使われており、そのために森林が伐採されている。薪は再生可能エネルギーではあるが、人口増加に伴う薪の消費量の増大が森林回復のスピードを上回っており、森林破壊や砂漠化が進行する原因となっている。

#### 大気汚染

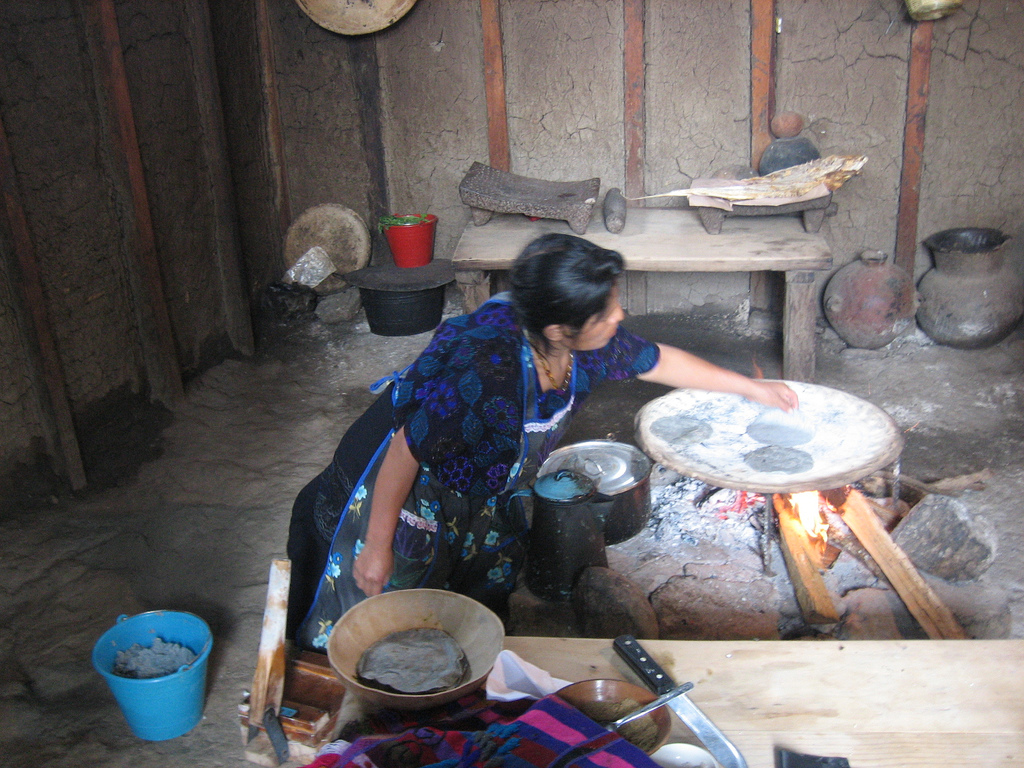
調理のために用いられている薪

薪は燃料としては効率が悪い部類に属し、燃焼により熱を取り出す際に完全燃焼が難しくPM2.5やブラックカーボンなどの多くの汚染物質（粒子状物質）・有害ガスを室内および近隣へ放出する。
発展途上国では暖房、調理のために薪が主要な燃料として用いられているため大気汚染がひどく、WHOの調査では全死亡原因の中で1位となっている。
また2022年現在、地球温暖化や2022年ロシアのウクライナ侵攻、エネルギー価格の高騰などで薪の利用が増えており、各国の保健当局や環境団体は警告を発している。
ギリシャでは経済危機下に陥った際に薪の利用が増え、それにより大気汚染が深刻化した。

### 未利用木質バイオマスの利用
間伐などで発生する林地残材など未利用木質バイオマスの利用（薪などへの加工）は、地域振興や温室効果ガス（GHG）の排出削減等の効果が期待されている。また、西日本において放置により形成される老齢照葉樹林より定期的な薪利用の伐採を受ける雑木林の方が二酸化炭素の固定能力に優れていることから、山林における二酸化炭素吸収量の増加に繋がる利点もある。
ただし、計画の実行を優先するあまり、資源の利用可能量を適正に推計しないで実施されている例も散見されると指摘されている。